# 18-Krone-6
[18]Krone-6 ist eine chemische Verbindung aus der Gruppe der Kronenether.

## Gewinnung und Darstellung
[18]Krone-6 kann durch eine modifizierte Williamson-Ethersynthese von Triglycoldichlorid und Triethylenglycol in Gegenwart eines Template-Kations gewonnen werden:
Ebenfalls möglich ist die Darstellung durch Oligomerisierung von Ethylenoxid. Die Verbindung lässt sich auch in mehr als 90%iger Ausbeute aus Kalium-tert-butanolat und Triethylenglycolditosylat herstellen.

## Eigenschaften
[18]Krone-6 ist ein hellgelber Feststoff. Im Jahr 1967 entdeckte Charles Pedersen die besondere Eigenschaft der Verbindung, dass sie als Wirt in einer Wirt-Gast-Beziehung mit einem Kaliumkation stehen kann. Grund ist, dass die Größe des Ringes der Verbindung zwischen 2,3 und 3,2 Å liegt und damit mit der Größe des Kaliums-Ions (2,66 Å) recht gut übereinstimmt. Bei der Wirt-Gast-Beziehung binden Ionen-Dipol-Wechselwirkungen das positiv geladene Kaliumion im Inneren des Macrocyclus mit den negativ polarisierten Sauerstoffatomen des Ethers. Dadurch werden Kaliumsalze in Lösungsmitteln löslich, in denen sie vorher unlöslich waren. In Gegenwart von [18]Krone-6 sind daher typische anorganische Salze wie Kaliumpermanganat in Lösungsmitteln wie Benzol löslich. Die Anionen der Kaliumsalze stehen durch die Maskierung des Kaliumions zur Reaktion bereit. Es bilden sich so stabile Komplexverbindungen. Die Stabilität solcher Komplexe ist um zirka den Faktor 100 größer als solche mit Natrium- oder Rubidiumionen.

## Verwendung
[18]Krone-6 kann für Phasentransferkatalysen verwendet werden. Die Verbindung kann (wie weitere Kronenether) als Phasentransfer-Katalysatoren wirken, weil sie Alkalimetallionen „organisch maskiert“ und sie zusammen mit ihrem Anion in unpolare organische Lösungsmittel extrahieren können. Sie schirmt die positive Ladung des Kations ab und fördern somit in polaren aprotischen Lösungsmitteln die Dissoziation des Ionenpaares. In weniger polaren Lösungsmitteln begünstigen sie die Bildung von lockeren, durch Lösungsmittelmoleküle getrennten Ionenpaaren mit höherer Reaktivität.

## Verwandte Verbindungen
Die Struktur von [18]Krone-6 tritt auch in Dibenzo-[18]Krone-6 und Dicyclohexyl-[18]Krone-6, wobei jeweils zwei C2-Einheiten Bestandteil eines Cyclohexan- oder Benzolrings sind.

## Externe Links zu erwähnten Verbindungen
1. ↑  Externe Identifikatoren von bzw. Datenbank-Links zu Triglycoldichlorid:  CAS-Nr.: 112-26-5, EG-Nr.: 203-952-7, ECHA-InfoCard: 100.003.593, PubChem: 8171, ChemSpider: 7879, Wikidata: Q27254323.
2. ↑  Externe Identifikatoren von bzw. Datenbank-Links zu Dicyclohexyl-[18]Krone-6:  CAS-Nr.: 16069-36-6, EG-Nr.: 240-216-4, ECHA-InfoCard: 100.036.545, PubChem: 85955, Wikidata: Q72468629.